# Lady (wieś w sielsowiecie Draczkawa)
Lady (biał. Ляды; ros. Ляды) – wieś na Białorusi, w rejonie smolewickim obwodu mińskiego, 28 km na południe od Smolewicz, 6 km na północny wschód od Śmiłowicz

## Nazwa
Nazwa majątku i miejscowości pochodzi od słowiańskiego słowa „lada” oznaczającego nowo pozyskaną ziemię po wykarczowaniu lub wypaleniu lasu. Jednocześnie „Lada” to pogańska bogini miłości w mitologii bałtyjskiej.
W pogańskich czasach miejsce to już było związane z tradycją cudowności. W czasach chrześcijańskich pojawiła się legenda o pojawieniu się tutaj w XVII wieku Matki Boskiej Włodzimierzowi Kirykowi. W XVII wieku tworzono już pieśni o tym, że było to ulubione miejsce Matki Boskiej.
W niewielkiej odległości, 3 km na zachód, znajduje się przysiółek (osiedle) o tej samej nazwie. Półtora kilometra na północ od wsi zlokalizowana jest wieś Małe Lady, w której znajduje się Monaster Zwiastowania w Ladach.